# نادي غريسماونت إدنبرة لكرة اليد
نادي غريسماونت إدنبرة لكرة اليد هو نادي كرة يد في إسكتلندا تأسس في سنة 2002. يلعب في الدوري الإسكتلندي لكرة اليد. حقق المركز الثاني في الدوري موسم 2008/09.